# Graf-Wilhelm-Straße 13 (Bregenz)

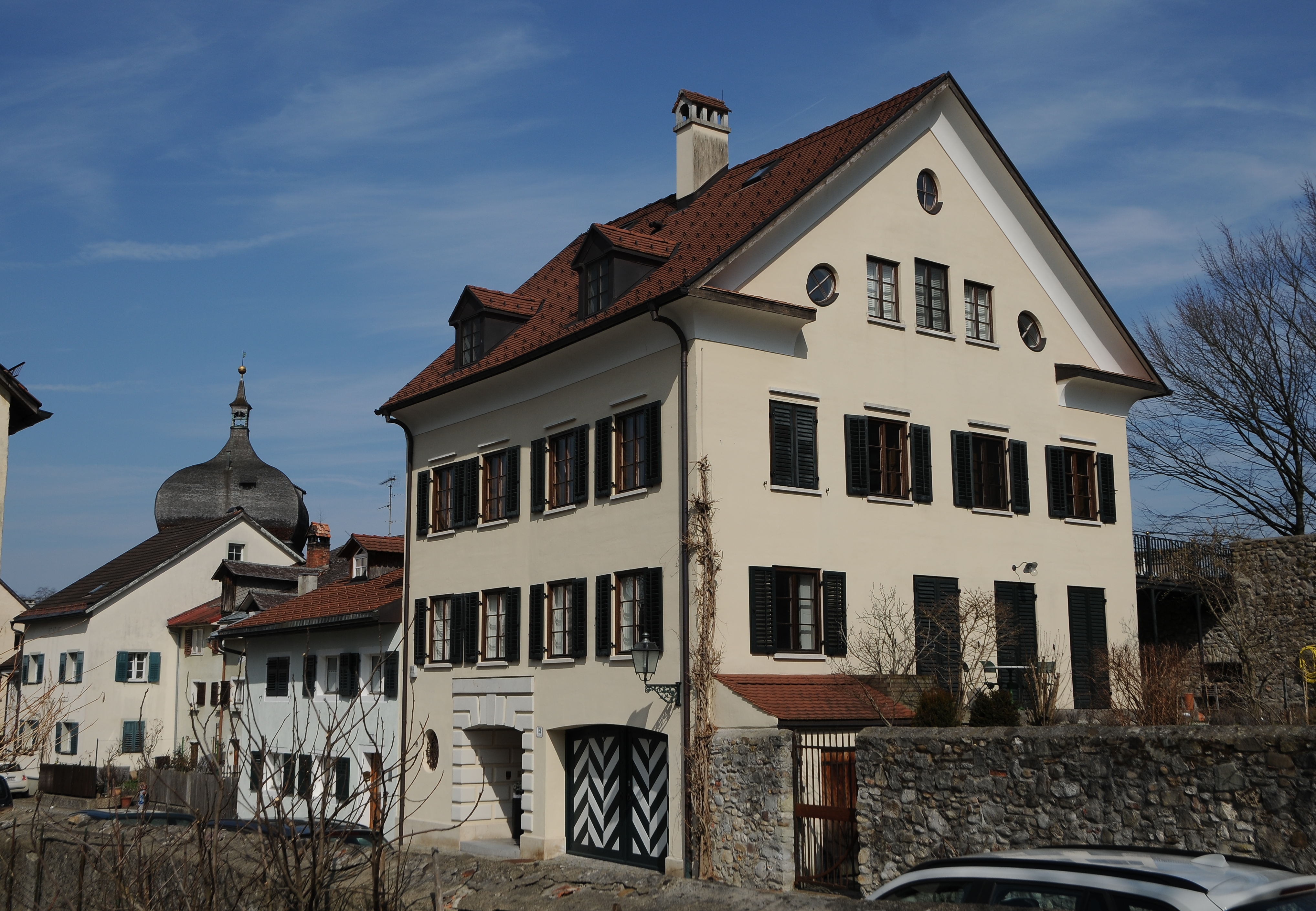
Graf-Wilhelm-Straße 13

Das Haus Graf-Wilhelm-Straße 13 ist ein Wohnhaus in der Oberstadt von Bregenz. Das Bauwerk steht unter Denkmalschutz (Listeneintrag).

## Geschichte
Der mittelalterliche Bauteil stammt aus dem 16. Jahrhundert, der neuere aus dem 19. Jahrhundert. Das Bauwerk wurde in den Jahren 1999 und 2000 renoviert.

## Architektur
Das dreigeschoßige Wohnhaus besteht aus einem mittelalterlichen Bauteil aus der zweiten Hälfte des 16. Jahrhunderts. Dieser besteht aus dem ehemaligen Turm der Stadtmauer mit Rundbogenportal und einem spätgründerzeitlichen Zubau aus der zweiten Hälfte des 19. Jahrhunderts, bestehend aus der Ummantelung des Turmes. Das Eingangsportal weist historistische Türblätter auf.